# Llista de topònims de Tarrés
Llista de topònims (noms propis de lloc) del municipi de Tarrés, a les Garrigues
Informació actualitzada per un bot. Els canvis manuals es perdran quan s'actualitzi!

## cabana
| imatge | Nom                      | Ubicat a | instància de | Detalls | coordenades                                                         | Protecció | Commons (més fotos) | Dades a WD                    |
| ------ | ------------------------ | -------- | ------------ | ------- | ------------------------------------------------------------------- | --------- | ------------------- | ----------------------------- |
|        | cabana del Coll des Pins | Tarrés   | cabana       |         | 41° 24′ 45″ N, 1° 00′ 05″ E / 41.4125662790637°N,1.00138988086565°E |           |                     | Modifica les dades a Wikidata |
|        | cabana del Mosset        | Tarrés   | cabana       |         | 41° 24′ 30″ N, 1° 00′ 18″ E / 41.4084065665161°N,1.00510650366074°E |           |                     | Modifica les dades a Wikidata |
|        | corral del Gili          | Tarrés   | cabana       |         | 41° 24′ 20″ N, 1° 00′ 17″ E / 41.4054985476328°N,1.00465714703446°E |           |                     | Modifica les dades a Wikidata |

## font
| imatge | Nom           | Ubicat a | instància de | Detalls | coordenades                                                       | Protecció | Commons (més fotos) | Dades a WD                    |
| ------ | ------------- | -------- | ------------ | ------- | ----------------------------------------------------------------- | --------- | ------------------- | ----------------------------- |
|        | Fontfreda     | Tarrés   | font         |         | 41° 25′ 58″ N, 1° 00′ 48″ E / 41.432714038652°N,1.0132944155072°E |           |                     | Modifica les dades a Wikidata |
|        | la Fontanella | Tarrés   | font         |         | 41° 25′ 10″ N, 1° 01′ 45″ E / 41.419478413188°N,1.0292532271461°E |           |                     | Modifica les dades a Wikidata |

## muntanya
| imatge | Nom             | Ubicat a       | instància de | Detalls | coordenades                                                         | Protecció | Commons (més fotos) | Dades a WD                    |
| ------ | --------------- | -------------- | ------------ | ------- | ------------------------------------------------------------------- | --------- | ------------------- | ----------------------------- |
|        | Punta de Ràfols | Vinaixa Tarrés | muntanya     |         | 41° 26′ 47″ N, 1° 00′ 12″ E / 41.4464°N,1.00335°E 653 msnm          |           |                     | Modifica les dades a Wikidata |
|        | Tossal Rodó     | Tarrés         | muntanya     |         | 41° 24′ 20″ N, 1° 01′ 15″ E / 41.4055°N,1.02097°E 606.4 msnm        |           |                     | Modifica les dades a Wikidata |
|        | l'Hospital      | Vinaixa Tarrés | muntanya     |         | 41° 25′ 27″ N, 1° 00′ 55″ E / 41.42416667°N,1.01533611°E 662.6 msnm |           |                     | Modifica les dades a Wikidata |

## serra
| imatge | Nom              | Ubicat a                                              | instància de | Detalls | coordenades                                                    | Protecció | Commons (més fotos) | Dades a WD                    |
| ------ | ---------------- | ----------------------------------------------------- | ------------ | ------- | -------------------------------------------------------------- | --------- | ------------------- | ----------------------------- |
|        | Serra de Vilobí  | Vimbodí i Poblet Fulleda Tarrés l'Espluga de Francolí | serra        |         | 41° 26′ 36″ N, 1° 03′ 15″ E / 41.4432°N,1.05421°E 726.1 msnm   |           |                     | Modifica les dades a Wikidata |
|        | serra del Penjat | Fulleda Tarrés                                        | serra        |         | 41° 27′ 00″ N, 1° 01′ 48″ E / 41.45003611°N,1.02995°E 668 msnm |           |                     | Modifica les dades a Wikidata |

## Misc
| imatge | Nom                         | Ubicat a                                                                       | instància de                                   | Detalls                                | coordenades                                                                          | Protecció                                            | Commons (més fotos)    | Dades a WD                    |
| ------ | --------------------------- | ------------------------------------------------------------------------------ | ---------------------------------------------- | -------------------------------------- | ------------------------------------------------------------------------------------ | ---------------------------------------------------- | ---------------------- | ----------------------------- |
|        | Assèguils                   | Tarrés                                                                         | indret                                         |                                        | 41° 26′ 13″ N, 1° 01′ 28″ E / 41.436922°N,1.024422°E 555 msnm                        |                                                      |                        | Modifica les dades a Wikidata |
|        | Castell de Tarrés           | Tarrés                                                                         | castell                                        |                                        | 41° 25′ 24″ N, 1° 01′ 08″ E / 41.423256°N,1.018791°E ca:Carrer de la Torre 597 msnm  | bé d'interès cultural bé cultural d'interès nacional |                        | Modifica les dades a Wikidata |
|        | Granges de Coma Besora      | Tarrés                                                                         | granja                                         |                                        | 41° 25′ 19″ N, 1° 02′ 04″ E / 41.421880569294°N,1.03438197555572°E                   |                                                      |                        | Modifica les dades a Wikidata |
|        | Pedrera del Palau           | Tarrés                                                                         | pedrera                                        |                                        | 41° 26′ 51″ N, 1° 01′ 57″ E / 41.4473812590103°N,1.03240316714378°E                  |                                                      |                        | Modifica les dades a Wikidata |
|        | Santa Creu                  | Tarrés                                                                         | església capella                               |                                        | 41° 25′ 14″ N, 1° 01′ 06″ E / 41.4204518279544°N,1.01830706048034°E 573 msnm         |                                                      |                        | Modifica les dades a Wikidata |
|        | Tarrés                      | Tarrés                                                                         | entitat singular de població capital municipal | 125 hab                                | 41° 25′ 22″ N, 1° 01′ 12″ E / 41.4226661°N,1.01998139°E 578 msnm                     |                                                      |                        | Modifica les dades a Wikidata |
|        | Túnel de Tarrés             | Vinaixa Tarrés                                                                 | túnel ferroviari                               | Estil: historicisme arquitectònic 1870 | 41° 24′ 33″ N, 0° 59′ 53″ E / 41.4092°N,0.99812°E ca:Partida dels Corregons 558 msnm | bé integrant del patrimoni cultural català           | Túnel de Tarrés        | Modifica les dades a Wikidata |
|        | Vall de Vinaixa             | els Omellons Vinaixa Tarrés Fulleda l'Espluga Calba Vimbodí i Poblet Vallclara | àrea protegida vall                            | Superfície: 3024.17ha                  | 41° 26′ 40″ N, 0° 59′ 33″ E / 41.4444305556°N,0.992636111111°E Depressió Central     |                                                      | Vall de Vinaixa        | Modifica les dades a Wikidata |
|        | casa consistorial de Tarrés | Tarrés                                                                         | casa consistorial                              |                                        | 41° 25′ 23″ N, 1° 01′ 10″ E / 41.4230297°N,1.0193748°E                               |                                                      |                        | Modifica les dades a Wikidata |
|        | cova del Boscaí             | Tarrés                                                                         | cova                                           |                                        | 41° 25′ 23″ N, 1° 00′ 54″ E / 41.4230867572878°N,1.01493618064352°E                  |                                                      |                        | Modifica les dades a Wikidata |
|        | creu de terme de Tarrés     | Tarrés                                                                         | creu de terme                                  | Estil: arquitectura popular            | 41° 25′ 18″ N, 1° 01′ 02″ E / 41.42178°N,1.01734°E 584 msnm                          | bé integrant del patrimoni cultural català           | Creu de terme (Tarrés) | Modifica les dades a Wikidata |